# Tom Dice
Tom Dice, né Tom Eeckhout le 25 novembre 1989 à Eeklo, est un chanteur-compositeur belge.
En 2008, il termine deuxième de la version flamande de l'émission The X Factor.
Son premier single est une reprise de la chanson américaine Bleeding Love écrite par Jesse McCartney. En 2010, il a représenté la Belgique au Concours Eurovision de la chanson à Oslo le 29 mai (avec le titre Me and my guitar), où il a terminé à la sixième place, après avoir décroché une première place en demi-finale. Le titre se place dans les classements musicaux de six pays avec une 1re place en Belgique, une 32e place en Suisse et une 68e place en France.
En 2011, il collabore avec la chanteuse française Élisa Tovati sur le titre Il nous faut qui a été nommé aux NRJ Music Awards 2012 pour chanson francophone de l'année. Cette chanson se classe dans quatre pays avec entre autres une 1re place en Belgique, une 6e place en France et une 36e place en Suisse.
La même année sort le single Sunlight avec DJ Antoine. Le titre se place dans les classements musicaux de cinq pays avec une 8e place en Belgique et une 10e place en Suisse.

## Discographie

### Singles
- 2009 : Bleeding Love
- 2010 : Me and My Guitar
- 2010 : Lucy
- 2010 : A Thousand Years
- 2011 : Il nous faut (duo avec Élisa Tovati)
- 2011 : Sunlight (avec DJ Antoine)
- 2012 : Utopia
- 2012 : Out At Sea
- 2012 : Drive Me To Paris
- 2013 : Let Me In
- 2013 : Breaking Up Slowly (duo avec Kato)